# هيبوكلوريت

بنية لويس لأيون الهيبوكلوريت.

الهيبوكلوريت في الكيمياء هو أيون سالب (أنيون) له الصيغة الكيميائية −ClO؛ وهو ملح حمض الهيبوكلوروز. عادة ما تكون أملاح الهيبوكلوريت من الأملاح اللاعضوية، ومن أشهر الأمثلة على هذه الأملاح مركب هيبوكلوريت الصوديوم وهيبوكلوريت الكالسيوم.
هناك أملاح عضوية من الهيبوكلوريتات، وهي إسترات تحوي الزمرة –ClO المرتبطة تساهمياً مع باقي الجزيء. ومن الأمثلة على ذلك هيبوكلوريت ثالثي البوتيل، المستخدم في تفاعلات الكلورة العضوية.